# Izumrud
Izumrud (en ruso: Изумруд) fue un crucero protegido de la Armada Imperial Rusa, y el primer buque de la clase Izumrud, que constó de dos buques. El diseño del Izumrud y su gemelo el Zhemchug se basaban en el Novik, de construcción alemana.

## Hundimiento

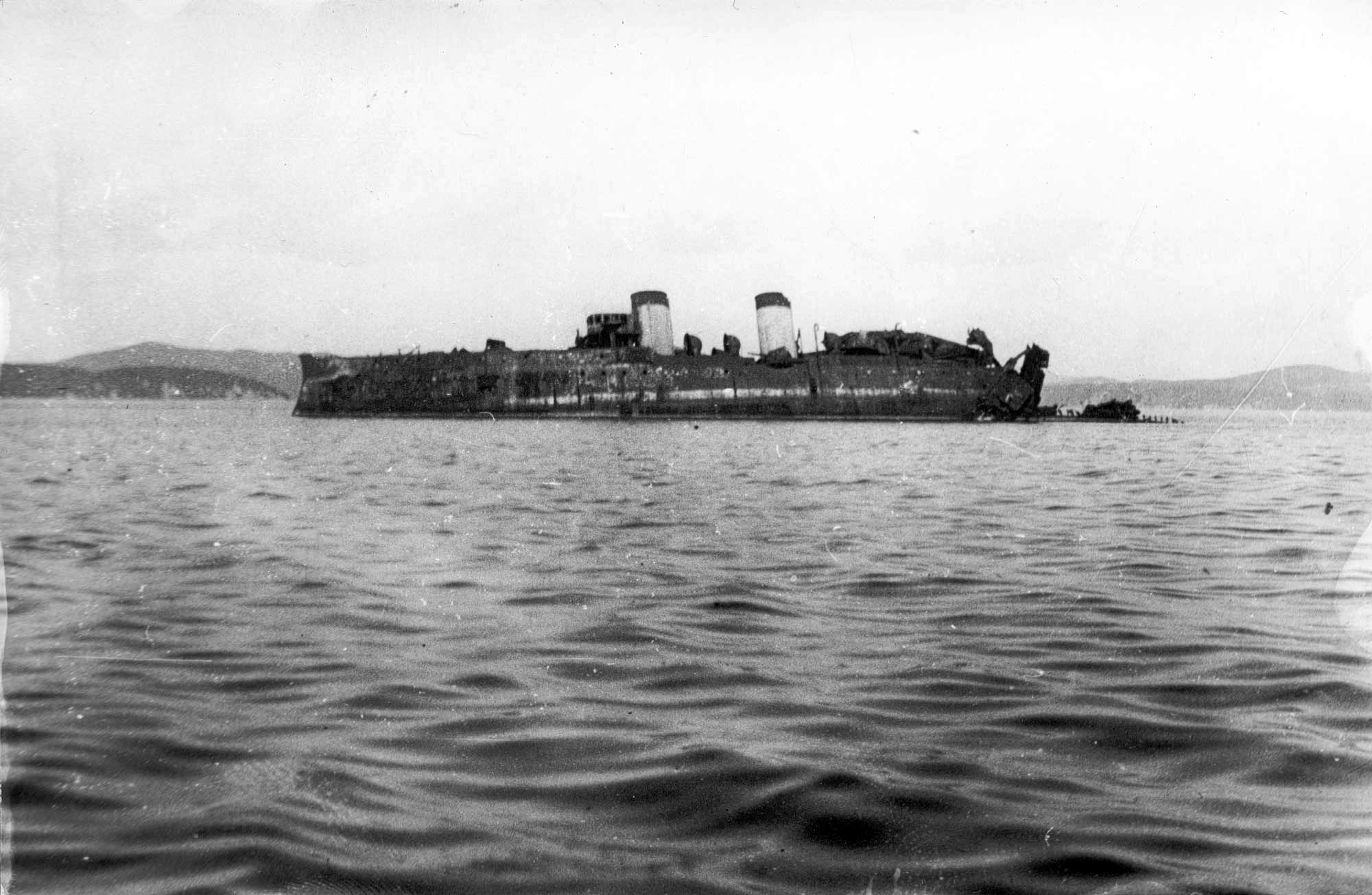
Restos del Izumrud.

Durante la guerra ruso-japonesa de 1904-1905, el Izumrud, bajo el mando general del almirante Zinovi Rozhéstvenski, formaba parte de la Segunda Escuadra del Pacífico destinada a aliviar el asedio japonés de Port Arthur.
Capitaneado por el comandante Vasili Fersen, participó en la decisiva batalla de Tsushima los días 27 y 28 de mayo de 1905. Al final de la batalla, Fersen se negó a obedecer la orden de rendición del almirante ruso Nikolái Nebogatov y utilizó su velocidad para escapar a través del bloqueo japonés. Sin embargo, la noche del 28 de mayo encalló en la bahía de Vladímir, 43°54′N 135°30′E / 43.900, 135.500, en el Krai de Primorie.
Fue destruido por cargas explosivas colocadas por su tripulación, que más tarde llegó a Vladivostok por tierra.